# اما الیزابت اسمیت
اما الیزابت اسمیت (حدود ۱۸۴۳–۴ آوریل ۱۸۸۸) فاحشه‌ای بود که اواخر قرن ۱۹ در لندن به قتل رسید. مرگ او اولین مورد از قتل‌های وایت‌چپل بود و احتمالاً او قربانی قاتل سریالی جک قاتل است اگرچه نویسندگان معاصر این قضیه را قبول ندارند.

## زندگی و قتل
زندگی اسمیت تا پیش از قتلش در سال ۱۸۸۸ مرموزانه است. فایل‌های پلیس در طول تحقیقات جمع شدند ولی اکثر آن‌ها قبل از انتقال به دفتر سوابق عمومی گم شده بودند. در مدارک باقی مانده، بازرس ادموند رید به «یک پسر و دختر» از او اشاره می‌کند که در ناحیه فینزبوری پارک زندگی می‌کردند. کارآگاه والتر دو بعداً نوشت:
گذشته او حتی برای دوستان نزدیکش هم مانند کتابی بسته بود. او فقط به بقیه می‌گفت که بیوه است و بیش از ده سال پیش شوهرش را ترک کرده‌است و از تمام تعلقاتش دل کنده‌است.
اطلاعاتی دربارهٔ اما اسمیت نشان می‌دهد که زمانی زندگی آسوده و خوبی داشته‌است. برخلاف افراد نوعش، نوعی فرهنگ در طرز حرف زدنش دیده می‌شد.
یک بار از اما پرسیدند چرا کاملاً از تعلقات زندگیش دست شسته او محتاطانه گفت آن‌ها الان هم مثل گذشته هیچ چیزی را درک نمی‌کنند. من باید به طریقی زندگی کنم.
در زمان مرگش در سال ۱۸۸۸ او در خانه ای کرایه ای در خیابان ۱۸جورج در ایست اند لندن زندگی می‌کرد. او در ساعات اولیه سه شنبه ۳ آوریل ۱۸۸۸ شدیداً در حوزه خیابان اوزبورن و خیابان بریک‌لین مورد حمله وایتچپل قرار گرفته بود. او از آن حمله جان سالم بدر برد و با اینکه مجروح بود، خودش را به خانه اش رساند. اما به صاحب خانه مری راسل گفت که دو یا سه مرد به او حمله کردند که یکیشان نوجوان بود. خانم راسل و یکی دیگر از مستاجرین به نام انی لی، اسمیت را به بیمارستان لندن بردند و یک جراح به نام جورج هزلیپ به او رسیدگی کرد. او به کما رفت و روز بعد ساعت ۹صبح مرد. تحقیقات پزشکب مشخص کرد جسمی ضخیم درون واژن او قرار گرفته بوده و پرده صفاقش را از هم دریده‌است. تا روز ۶ آوریل پلیس از حادثه اطلاع نداشت. گزارش مرگ حکم به قتل توسط فرد یا افرادی ناشناس داد.
محقق ارشد وست مسئولیت پرونده را به دست ادموند رید داد. رید در گزارشش اشاره کرد که لباس‌های اما آن چنان کثیف و پاره بود که معلوم نبود این پارگی‌ها جدید بوده یا قدیمی. والتر دو بعد گفت:
مانند تمام پرونده‌های قتل در این کشور، هرچقدر هم که قربانی‌ها فقیر و منزوی باشند، پلیس تمام تلاشش را کرد تا قاتلین اما اسمیت را پیدا کند. تمام جاهای برای یافتن سرنخ بررسی شد. از صدها نفر بازجویی شد.
اسمیت توصیف خوبی از مردانی که به او حمله کرده بودند ارائه نکرد و هیچ شاهدی نیز پاپیش نگذاشت. تحقیقات بی‌نتیجه بود و قاتل یا قاتلین هرگز گیر نیفتادند.

## قتل‌های وایتچپل
این پرونده را اولین مورد از یازده قتل وایتچپل می‌دانند. اگرچه رسانه‌ها مرگ اما را به قتل‌های بعدی منتسب به جک قاتل، نسبت دادند اما این احتمال کم است. به جز والتر دو که گفت فکر می‌کند اسمیت اولین قربانی جک قاتل بوده، پلیس گمان می‌برد که قتل او کار یک گروه جنایتکار بوده‌است. اسمیت یا نمی‌خواسته یا نتوانسته مهاجمین را توصیف کند چون از انتقام آن‌ها می‌ترسیده‌است. فاحشه‌ها اغلب توسط گروه‌های خرابکار مدیریت می‌شدند و شاید رئیسش به عنوان تنبیه یا ارعاب به او حمله کرده بوده‌است.